# Voivodato di Płock

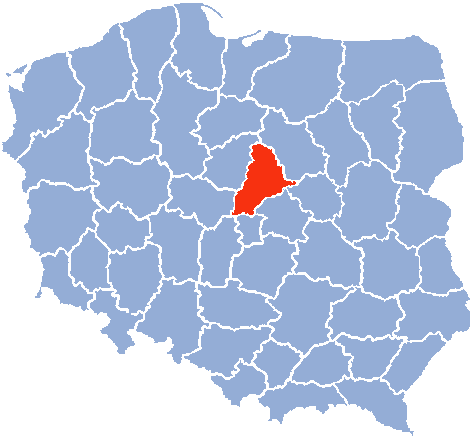

Il voivodato di Płock (in polacco: województwo płockie) fu un'unità di divisione amministrativa e governo locale della Polonia che esistette in due intervalli di tempo della storia polacca.

## XIV secolo - 1795
Il voivodato di Płock fu istituito nel XV secolo nel Regno di Polonia, e finì di esistere nel 1795, a seguito delle spartizioni della Polonia da parte di Impero austro-ungarico, Prussia e Russia. Insieme al voivodato di Rawa e al voivodato della Masovia, formava la provincia di Masovia.
La sede del governo era Płock.

### Voivodi
- Stanislaw Krasinski (dal 1600)
- Jan Stanisław Karnkowsk (1617-1647)
- Jan Kazimierz Krasinski (dal 1650)
- Jan Dobrogost Krasinski (dal 1688)

## 1975 - 1998
Il voivodato di Płock fu reistituito nel 1975 e fu sciolto nel 1998, in seguito al nuovo assetto dei voivodati della Polonia. Il suo territorio è stato diviso tra il voivodato di Łódź e il voivodato della Masovia.
La capitale era Płock.

### Principali città (popolazione nel 1995)
- Płock (126.900);
- Kutno (51.000);
- Gostynin (20.200).